# Кандорский, Иван Михайлович
Иоанн Михайлович Кандорский (он же Иван Михайлов; ум. 23 января [4 февраля] 1826) — московский протоиерей.

## Биография
Сведений о жизни Михайлова практически не сохранилось. Его отцом был Михаил Алексеевич Кандорский (ум. в 1782 году), священник Покровской церкви в Кудрине. Известно, что в 1796 году Иоанн был «панкратьевским» диаконом. До 1800 года (в 1798 году) он состоял священником в Никитской, за Яузою, церкви (на Старой Басманной улице). Затем состоял с 1804 года пресвитером при московской Варваринской церкви, что на Варварке, а после того как 1 мая 1810 года его возвели в новый сан — протоиереем. 18 марта 1808 года Кандорского по секрету назначили увещателем в 6-й департамент Правительствующего сената. С 1811 года — благочинный китайского со́рока. 9 января 1826 года священник слёг, будучи не в силах ни писать, ни говорить. Умер 23 января того же года в 6 часов пополудни.
С 1801—1802 годов стал в книгах именовать себя Иоанном Кандорским.

## Труды
Кандорский плодотворно занимался как написанием, так и переводом книг духовно-нравственного содержания. Филарет (Гумилевский), разделявший Кандорского и Михайлова как разных авторов, охарактеризовал творчество под первым именем как «не без пользы для других; иногда оригинальное, а более занятое (заимствованное) у других». Иоанн Михайлов же был охарактеризован как «весьма замечательный по философским и богословским трудам своим».
Список книг, изданных под именем Иоанна Михайлова:
- «Наука о душе или ясное изображение ее совершенства» (М., 1796);
- «Излияние сердечных чувствий при воззрении на его императорское величество» (М., 1797);
- «Сеятель благочестия или высокая христиан. нравственность» (М., 1798);
- «Лекарство для болящия души, или Правила открывающия путь к достижению царствия небеснаго» (М., 1799);
- «Скрижали Завета» (в виде христианского календаря) (М., 1801);
- «Жертва искреннего усердия имп. Александру при восшествии на престол» (М., 1801);
- «Образование духа и сердца в непрестанном Богомыслии» (М., 1799 и 1825);
- переводные — «О веселости нравственной и физической», сочинение Караччиоли (М., 1797), «Дух, или избранные мысли четырёх монархов-философов: Марка Аврелия, Юлиана, Станислава и Фридриха» (М., 1797), «Уединенное богомыслие» в 3-х частях (М., 1798—99).

Следующий список содержит названия книг, выпущенных под именем Иоанна Кандорского:
- «Образование духа и сердца в непрестанном богомыслии» (М., 1799);
- «Мир души, проистекающий из соблюдения мира с Богом, с самим собою и с ближними», в 2-х частях, перевод с французского (М., 1807);
- «Благословенный зритель природы, или утренние, полуденные, вечерние и нощные размышления славного Гервея», перев. с французского в 4-х книгах (M., 1800 и 1822);
- «Жертва величию Божию, или умиленные мысли о делах Его», в 4-х частях (M., 1801—1802);
- «Вольнодумец, убеждаемый в бессмертии души» (M., 1801[Комм 3]), частично стихами;
- «Дух, или избранные мысли из душеспасительных поучений московского митрополита Платона», в 2-х частях (M., 1802) и в 4-х частях (М., 1823);
- «Вера честного человека, самым сильным образом отражающая противников христианства», перевод с французского (М., 1803 и 1822);
- «Литтеральное и нравственное изъяснение молитвы Господней: Отче наш» (М., 1806, 1821);
- «Чадолюбец» (М., 1807 (иногда 1810) и 1821);
- «Благодарственная речь Платону, Митрополиту Московскому» (М., 1810);
- «Нравственный пластырь для так называемых старообрядцев, или доброжелательное послание от некоего ревнителя по благочестии грекороссийской церкви к наставнику Феодосиевского согласия», в 2-х частях (М., 1801) и другие.
  - Часть первая
  - Часть вторая

Список псевдонимов Иоанна Кандорского включает следующие: И. М.; Михайлов, И.; Михайлов, Иван; П. д. И. М.; П. Д. И. М.; Панкратиевский диакон Иван Михайлович.
Часть работ Иоанна Кандорского иногда приписывают его брату Илье Михайловичу Кандорскому (1764—1838), священнику Покровской в Кудрине церкви и известному переводчику.

## Комментарии
1. ↑  Приписываемое в ЭСБЕ отчество Панкратьевич в более ранних книгах является сокращением «панкратьев.», панкратьевский, обозначая конкретную церковь как место работы священника. См.: Геннади Г. Справочный словарь о русских писателях и ученых, умерших в XVIII—XIX ст. — Берлин, 1880. — Т. 2. Ж—М. — С. 328.; Масанов И.Ф. Словарь псевдонимов русских писателей, учёных и общественных деятелей. — М., 1960. — Т. 4. — С. 217.
2. ↑  И. Ф. Масанов ошибочно приписал Иоанну Кандорскому годы рождения и смерти его брата Ильи Кандорского, что отразилось и в некоторых более поздних публикациях. См.: Масанов И.Ф. Словарь псевдонимов русских писателей, учёных и общественных деятелей. — М., 1960. — Т. 4. — С. 217.
3. ↑  Г. Геннади датирует книгу с названием «Вольнодумец, убеждаемый: в несправедливости его рассуждений, в истине бессмертия души и в любви Евангельской Веры; с особенными историческими, философическими и нравственными примечаниями» 1811 годом (2-е издание — 1824). См.: Геннади Г. Справочный словарь о русских писателях и ученых, умерших в XVIII—XIX ст. — Берлин, 1880. — Т. 2. Ж—М. — С. 99.